# 董紹 (明朝)
董紹（1483年—？年），字宗遠，南直隶常州府武進縣人，民籍。

## 生平
治《詩經》，正德八年（1513年）癸酉科應天府鄉試第三十八名舉人，年四十一歲中式嘉靖二年（1523年）癸未科會試第二百三十三名，第三甲第二百二十一名進士。官新昌县知县。

## 家族
曾祖董志全。祖父董珍。父董尚彬，七品散官。母何氏。永感下。弟董約，监生。